# Reginbald I. (Speyer)
Reginbald (latinisiert Reginbaldus; † wahrscheinlich 950) war Bischof von Speyer von spätestens 946 bis 950.

## Leben
Reginbald stammte möglicherweise aus einer vornehmen fränkischen Familie. In der historischen Literatur des 19. Jahrhunderts werden als Herkunft die Grafen von Dillingen oder Veringen, die Herren von Kyburg, Winterthur oder Baden und die Markgrafen im Elsass genannt. Reginbald war Mönch im Benediktinerkloster Hirsau.
Sein Vorgänger Amalrich starb 943. Reginbald wurde am 13. März 946 erstmals als Bischof von Speyer bezeichnet, als er von Herzog Konrad dem Roten umfangreiche Rechte über die Stadt Speyer zugesprochen bekam, wie die Gerichtsbarkeit, das Münzrecht, Zollrecht, Marktrechte und weiteres. Damit wurde die Grundlage der Herrschaft der Bischöfe über die Stadt Speyer gelegt. Für Anfang 947 wurde Reginbald in einer wahrscheinlich gefälschten Urkunde mit anderen Bischöfen bei König Otto I. in Frankfurt genannt. Im Jahr 948 war er Teilnehmer der großen Synode von Ingelheim. Er starb vermutlich im Jahr 950.